# Formation Santana
La formation Santana est une formation géologique datant du Crétacé inférieur (Albien) où l'on trouve une accumulation de fossiles très bien préservés (Konservat-Lagerstätte). La partie supérieure de la formation de Santana pourrait être datée de la base du Crétacé supérieur (Cénomanien inférieur).

## Situation
Elle se situe dans le Nord du Brésil, dans le bassin d'Araripe.